# Neveletlen szúnyoglárvák
A Neveletlen szúnyoglárvák a Vízipók-csodapók című rajzfilmsorozat első évadának tizenkettedik epizódja. A forgatókönyvet Kertész György írta.

## Cselekmény
Vízipók és Keresztespók egy faágon csónakáznak a tavon, amikor a szúnyoglárvák neveletlen viselkedésére lesznek figyelmesek. Hamarosan azt is kiderítik, mi ennek az oka.

## Alkotók
- Rendezte: Szabó Szabolcs, Szombati Szabó Csaba
- Írta: Kertész György
- Dramaturg: Bálint Ágnes
- Zenéjét szerezte: Pethő Zsolt
- Operatőr: Barta Irén, Polyák Sándor
- Hangmérnök: Bársony Péter
- Vágó: Czipauer János
- Rajzolták: Balajthy László, Haui József, Hernádi Oszkár, Neuberger Gizella, Tóth Pál
- Színes technika: Kun Irén
- Gyártásvezető: Doroghy Judit, Vécsy Veronika

Készítette a Magyar Televízió megbízásából a Pannónia Filmstúdió és a Kecskeméti Filmstúdió

## Szereplők
- Vízipók: Pathó István
- Keresztespók: Harkányi Endre
- Katica: Gyurkovics Zsuzsa